# Robert Triffin
Robert Triffin (5 d'octubre de 1911, Flobecq, Bèlgica - 23 de febrer de 1993, Oostende, Bèlgica), fou un economista belga (si bé passà bona part de la seva vida realitzant la seva activitat professional als Estats Units) reconegut fonamentalment per la seva tasca en diverses institucions internacionals en temes de política monetària. Participà també en la reforma monetària en nombrosos països d'Amèrica llatina
Entre les seves obres principals destaquen Competència monopolística i Teoria de l'Equilibri General (1940), L'Or i la crisi del dòlar: el futur de la convertibilitat (1960) i Evolució del Sistema Monetari Internacional (1964).
En L'Or i la crisi del dòlar: el futur de la convertibilitat alertava del col·lapse del sistema monetari fixat a Bretton-Woods, cosa que succeí 10 anys més tard.

## Dilema de Triffin
L'any 1968, Triffin denuncià una imperfecció del model monetari internacional de Bretton-Woods que es coneix amb el nom de Dilema de Triffin. Una economia (en aquell cas els EUA) no pot crear liquiditat internacional si no és mitjançant l'endeutament amb altres països. És a dir creant i mantenint un dèficit en la balança de pagaments comprant béns, serveis i inversions a l'estranger i amb despesa militar per tal d'assegurar les possessions a l'estranger i mantenir la influència sobre els territoris ocupats.

## Llista completa d'obres
- Competència monopolística i Teoria de l'Equilibri General (Monopolistic Competition and General Equilibrium Theory), 1940.
- Europa i el desordre monetari (Europe and the Money Muddle), 1957.
- Estadístiques de fonts i aplicacions de les finances, 1948-1958 (Statistics of Sources and Uses of Finance, 1948-1958) amb Stuvel et al., 1960.
- L'Or i la crisi del dòlar: el futur de la convertibilitat (Gold and the Dollar Crisis: The future of convertibility), 1960.
- Integració econòmica europea i política econòmica (Integration economique europeene et politique monetaire), 1960, Revue Econ Politique
- Evolució del Sistema Monetari Internacional (The Evolution of the International Monetary System), 1964.
- El laberint monetari mundial: monedes nacionals en els pagaments internacionals (The World Money Maze: National currencies in international payments), 1966.
- El nostre sistema monetari internacional: ahir, avui i demà (Our International Monetary System: Yesterday, today and tomorrow), 1968.
- La força de la història en la reforma monetaria internacional (The Thrust of History in International Monetary Reform), 1969, Foreign Affairs
- L'ús de finances SDR per a finalitats d'acord col·lectiu (The Use of SDR Finance for Collectively Agree Purposes), BNLQR
- Cartes al general DeGaulle (Lettres au General de Gaulle), 1973, Espoir